# هيرنان ريفيرو
هيرنان ريفيرو (بالإسبانية: Hernán Rivero)‏ (12 سبتمبر 1992 في الأرجنتين - ) هو لاعب كرة قدم أرجنتيني في مركز الهجوم. لعب مع نادي ألاجولينسي.

## وصلات خارجية
- هيرنان ريفيرو على موقع قاعدة بيانات كرة القدم.إي يو (الإنجليزية)
- هيرنان ريفيرو على موقع Soccerway.com (الإنجليزية)